# Victory Van Tuyl

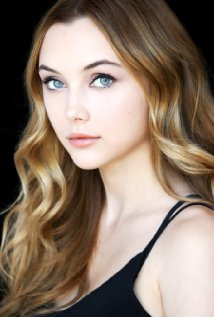
Victory Van Tuyl (2014)

Victory Van Tuyl (* 16. September 1995 in Atlanta, Georgia) ist eine US-amerikanische Schauspielerin. Sie wurde besonders durch ihre Darstellung der Teri Forman in der Nickelodeon-Fernsehserie Marvin Marvin bekannt.

## Leben
Van Tuyl wurde in Atlanta, Georgia geboren und wuchs in Indian Hill, einem Vorort von Cincinnati, auf. Mit elf Jahren kehrte sie nach Atlanta zurück und begann im städtischen Theater zu spielen. Sie nahm sich einen Agenten, sie spielte im Südosten der Vereinigten Staaten Theater und trat in mehreren Independentfilmen auf.
2011 zog Van Tuyl mit ihrer Familie nach Los Angeles und begann ihre Filmkarriere zu verfolgen. Sie startete als Gaststar in fünf Episoden der Serie Supah Ninjas auf Nickelodeon und trat in The Aquabats! Super Show! auf. Anschließend wurde ihr eine der Hauptrollen in der neuen Nicelodeon-Serie Marvin, Marvin angeboten. Sie spielt dort an der Seite des ehemaligen YouTube-Stars Lucas Cruikshank, der einen Außerirdischen mimt, der auf der Erde gelandet ist. Van Tuyl spielt seine menschliche Schwester, die ihm beisteht, seine neuen Herausforderungen als Teenager zu meistern. Van Tuyl trat in allen 20 Folgen der ersten Staffel von Marvin Marvin auf. Die Serie wurde danach jedoch eingestellt.
Anschließend trat sie als Gastrolle in einer Folge der sechsten Staffel von Castle auf.

## Filmografie
- 2008: Visitor (Kurzfilm)
- 2009: Magellan (Kurzfilm)
- 2009: Zombieland
- 2010: Magic in the Forest (Kurzfilm)
- 2011–2012: Supah Ninjas (Fernsehserie, 5 Episoden)
- 2011: Demonica’s Reign
- 2011: Anonymous (Kurzfilm)
- 2012: The Aquabats! Super Show!
- 2012–2013: Marvin Marvin (Fernsehserie, 20 Episoden)
- 2014: The Stable Boy (Kurzfilm)
- 2014: Castle (Fernsehserie, Episode 6x15)
- 2016: Bedeviled
- 2017: Honor Council (Kurzfilm)